# Drapeau du Tatarstan
Le drapeau du Tatarstan (en russe : флаг Татарстана, en tatar : Татарстан байрагы) est l’un des symboles du Tatarstan, l’une des républiques de Russie. Il a été adopté en 1991.

## Description
La loi de la république du Tatarstan relative à ses symboles nationaux définit ainsi son drapeau :

« Le drapeau national de la république du Tatarstan se présente sous la forme d’une étoffe rectangulaire avec trois bandes horizontales de couleurs verte, blanche et rouge. La largeur de la bande blanche représente 1/15 du drapeau et est située entre les bandes de couleurs verte (cobalt clair) et rouge (cadmium clair), qui sont de même largeur. La bande verte est en haut.
Le rapport entre la largeur et la longueur du drapeau est 1:2. »